# ابوالقاسم کثیر
ابوالقاسم منصور بن محمد بن کثیر، ملقب به شیخ العمید (درگذشت بعد از ۴۳۲ قمری / ۱۰۴۱ میلادی)، دیوان سالار و وزیر عصر غزنوی بود. پدر و پدربزرگ او، مقامات مهمی را در دیوان ابوعلی سیمجور و وزارت سامانیان داشتند. ابوالقاسم در دوران حکومت سلطان محمود غزنوی به عنوان ریاست دیوان عرض رسید، و ازین رو به ابوالقاسم عارض نیز شناخته می‌شود. پس از عزل احمد بن حسن میمندی از وزارت ابولقاسم از نامزدهای رسیدن به وزارت بود، اما محمود (به دلیل نگرانی از اهمال او امور اداری یا شک در توانایی او) از تعیین او به این مقام خودداری کرد.
پس از مرگ سلطان محمود، ابوالقاسم از پسر او محمد حمایت کرد اما پس از مدتی اندکی به حمایت از مسعود پرداخت و ازین رو پس از به حکومت رسید مسعود در دیوان او در شغل پیشین خود (ریاست دیوان عرض) ابقا شد. ابوالقاسم پیش از اعدام حسنک وزیر به جرم خیانت به بیت‌المال از این مقام برکنار شده بود. وی در مجلسی که اموال حسنک وزیر را مصادره کردند نیز در مراسم اعدام وی حضور داشت.
شاعر دوران غزنوی منوچهری دامغانی وی را در قصیده‌ای ستوده‌است.